# أرنولد غرين
أرنولد غرين (بالإنجليزية: Arnold Green)‏ هو لاعب دوري الرغبي نيوزيلندي، ولد في 1932، وتوفي في 23 سبتمبر 2016 في كوفس هاربور في أستراليا.